# Natalija Dragojević
Natalija Dragojević (serbisch-kyrillisch Наталија Драгојевић, * 2. März 2005) ist eine serbische Leichtathletin, die sich auf den Dreisprung spezialisiert hat.

## Sportliche Laufbahn
Erste Erfahrungen bei internationalen Meisterschaften sammelte Natalija Dragojević im Jahr 2021, als sie bei den U18-Balkan-Meisterschaften in Kraljevo mit einer Weite von 12,32 m den vierten Platz belegte. Im Jahr darauf gewann sie bei den U18-Balkan-Meisterschaften in Bar mit 12,84 m die Silbermedaille und anschließend gewann sie bei den U18-Europameisterschaften in Jerusalem mit 13,04 m die Bronzemedaille. 2023 gelangte sie bei den U20-Europameisterschaften ebendort mit 12,91 m auf den zehnten Platz und im Jahr darauf gewann sie bei den U20-Balkan-Hallenmeisterschaften in Istanbul mit 13,05 m die Silbermedaille. Im August schied sie dann bei den U20-Weltmeisterschaften in Lima mit 12,72 m in der Qualifikationsrunde aus. 2025 belegte sie bei den Balkan-Hallenmeisterschaften in Belgrad mit 13,21 m den vierten Platz und im Juli wurde sie bei den U23-Europameisterschaften in Bergen mit 13,27 m Elfte.
2024 wurde Dragojević serbische Meisterin im Dreisprung.